# تاكاشي سويدا
تاكاشي سويدا (باليابانية: 添田 隆司) (15 مارس 1993 في طوكيو في اليابان – )؛ هو لاعب كرة قدم ياباني سابق كان يلعب كلاعب وسط.

## وصلات خارجية
- تاكاشي سويدا على موقع رابطة كرة القدم اليابانية للمحترفين (اليابانية)